# Ranko Rihtman
Ranko Rihtman, bosanski pianist, skladatelj, dirigent in aranžer, * 1948, Sarajevo, Federativna ljudska republika Jugoslavija.
Javnosti je najbolj znan kot nekdanji član skupine Indexi, bil pa je tudi dirigent Plesnega orkestra RTV Sarajevo. Kot skladatelj in aranžer je sodeloval s številnimi izvajalci pop glasbe.

## Izobrazba
Ranko Rihtman je študiral na Glasbeni akademiji v Sarajevu, kjer je diplomiral na oddelku iz etnomuzikologije in dirigiranja. V letih 1982 in 1983 se je izpopolnjeval na Berklee College of Music v Boston v ZDA pri profesorju Herbu Pomeroyju v jazzovski kompoziciji in aranžiranju.

## Kariera
Od 60. let naprej je Rihtman kot pianist in organist sodeloval v številnih pop in rock zasedbah, kot so Čičci, Ambasadori in seveda Indexi, katerih dolgoletni član je bil.

### Dirigent in sodelovanja
Med letoma 1974 in 1992 je Rihtman deloval kot dirigent Plesnega orkestra RTV Sarajevo, kasneje Plesnega orkestra RTV Bosna in Hercegovina, kateremu je navadno dirigiral na festivalu Vaš šlager sezone, ki se je vsako leto odvil v Sarajevu. Kot aranžer se je dvakrat udeležil festivala Pesem Evrovizije – leta 1973 je aranžiral skladbo "Gori vatra", ki jo je sicer napisal Kemal Monteno, izvedel Zdravko Čolić in oddirigiral Esad Arnautalić, in leta 1981, ko se je Jugoslavija po petih letih nesodelovanja vrnila na festival, je aranžiral in oddirigiral skladbo "Lejla", ki jo je odpel Seid Memić Vajta.
Od 70. let naprej je deloval tudi kot aranžer in dirigent za številne pop izvajalce, kot so Elda Viler, Zdravko Čolić, Ismeta Dervoz, Kemal Monteno, sodeloval pa je tudi z rock zasedbo Bijelo dugme. V jazzu je kot dirigent in aranžer sodeloval z znanimi jazzisti, kot so Duško Gojković, Gianni Basso, Bora Roković, Ladislav Fidri, Stjepko Gut, Jazz orkester Češkega radia in Roberto Cittadini.
Sodeloval je tudi s številnimi ansambli in orkestri klasične glasbe, jazza in jazz-rocka, kot so Sarajevski filharmonični orkester, Narodno gledališče v Sarajevu in z njegovim opernim orkestrom, Simfoničnim orkestrom RTV Slovenija ter Orkester Glinka iz Sankt Petersburga.
Ob začetku vojne v Bosni in Hercegovini leta 1992 se je preselil v Izrael, kjer je delal na izraelskem radiu. V tem času je sodeloval s piscem in scenaristom Đorđem Lebovićem pri pisanju dela Jugoslavija v štirih stavkih, ki je bilo izvedeno na festivalu klasične glasbe v Kfar Blumu.

### Filmska glasba
Pisal je tudi scensko glasbo za film, TV in gledališče. Orkestriral je glasbo za film Miris dunja, ki ga je leta 1991 režiral Mirza Idrizović, njegovo delo je glasba za TV serijo in film Moj brat Aleksa iz leta 1997, glasba za film Savršeni krug, ki ga je režiral Ademir Kenović, glasba za film Jasmina, ki ga je režiral Nedžad Begović in glasba za drami Woyzek in Hamlet.

### Bosanska himna
Rihtman je leta 1992 aranžiral prvo himno Bosne in Hercegovine, "Jedna si jedina", ki je sicer bazirala na bosanski narodni pesmi "S one strane plive".

### Pedagoško delo
Med letoma 2016 in 2017 je na Glasbeni akademiji v Sarajevu predaval jazz harmonijo, aranžiranje in klavir. Odkar se je leta 2015 preselil v Poreč, se občasno kot aranžer pojavlja na hrvaški glasbeni sceni.
V Izraelu je na Hed College of Contemporary Music v Tel Avivu predaval jazz harmonijo, aranžiranje in klavir, deloval je kot akademski svetovalec, kot dirigent profesionalnega Big Banda in aranžer.

## Zasebno življenje
Ob začetku vojne v Bosni in Hercegovini leta 1992 se je Rihtman preselil v Izrael, kjer je živel in deloval s svojim glasbenim udejstvovanjem do leta 2015. Leta 2015 se je Rihtman preselil v Poreč, na Hrvaško, kjer trenutno prebiva.

## Izbrana diskografija

### Indexi
- Modra rijeka (1978)
- Legende YU Rocka (1987)

### Plesni orkester RTV Sarajevo
- Večer v Radinu (1980)
- Teme Radenci '84 Yu-Jazz Glasbena Parada Radenci Jugoslavija (1984)

### Ostalo
- Orkestar Dragana Paradžika: Sve bilo je muzika (1980)
- Blagoje Košanin: Pjesme Blagoja Košanina (1981)
- Davorin Popović: S tobom dijelim sve (1984)
- Fadil Toskić: Noćne igre (1985)
- Vajta: Vajta (1987)
- Jasna Gospić: Šećer i so (1988)
- Kemal Monteno: Kako da te zaboravim? (1988)
- Željko Bebek: Pjevaj moj narode (1989)
- Orkestar "Monteno-Rihtman": Musica Romantica (1989)
- Željko Samardžić: Želja (1990)
- Željko Bebek: Sve najbolje (1993)
- Kemal Monteno: Moje najdraže pjesme (2004)